# Madhuca prolixa
Madhuca prolixa là một loài thực vật có hoa trong họ Hồng xiêm. Loài này được (Pierre ex Dubard) Yii & P.Chai mô tả khoa học đầu tiên năm 2001.